# Poeciloscarta mielkei
Poeciloscarta mielkei är en insektsart som beskrevs av Rodney Ramiro Cavichioli 1989. Poeciloscarta mielkei ingår i släktet Poeciloscarta och familjen dvärgstritar. Inga underarter finns listade i Catalogue of Life.